# Уральский государственный архитектурно-художественный университет
Ура́льский госуда́рственный архитекту́рно-худо́жественный университет (сокр. УрГАХУ) — высшее учебное заведение в Екатеринбурге в сфере градостроительства, архитектуры, дизайна, изобразительного искусства. Основан в 1972 году.

## История
Начало своё берёт в качестве кафедры архитектуры, созданной в 1947 году архитектором К. Т. Бабыкиным на строительном факультете Уральского индустриального института. В 1967 году кафедра была реорганизована в Уральский филиал Московского архитектурного института. В 1972 году филиал был преобразован в самостоятельный Свердловский архитектурный институт. С 1967 года ректором филиала и института был Н. С. Алфёров. В 1992 году институт был переименован в Уральский архитектурно-художественный институт, а в 1996 году получил статус академии. В 2015 году академия получила название «Уральский государственный архитектурно-художественный университет».
В университете работали и продолжают работать академик РААСН Г. И. Белянкин, члены-корреспонденты РААСН В. Г. Десятов и А. А. Стариков, доктора архитектуры Н. С. Алфёров и Л. П. Холодова, Заслуженные архитекторы России А. В. Овечкин, Г. И. Дубровин, Ю. А. Владимирский и другие. Развивались научные школы: истории архитектуры и искусства Урала (основатель — проф. Н. С. Алфёров), архитектурной семиотики (основатель — проф. А. Э. Коротковский), философии архитектуры (основатель — проф. Ф. Т. Мартынов), архитектурной климатологии (основатель — проф. Б. М. Давидсон), уральская школа дизайна (основатель — проф. Ю. А. Владимирский).
С декабря 2019 года ректором университета является Долгов А. В..
13 апреля 2022 года на УрГАХУ повесили символ российского вторжения на Украину — огромную букву «Z». Уже через пару дней буква была облита красной краской, студенты начали сбор подписей против баннера.

## Ректоры
- 1967—1982 — Алфёров, Николай Семёнович (директор Уральского филиала Московского архитектурного института до 1972 г.)
- 1982—1987 — Коротковский, Альберт Эдуардович
- 1987—1990 — Заикин, Геннадий Сергеевич
- 1990—2011 — Стариков, Александр Александрович
- 2011 (ноябрь) — 2019 (декабрь) — Постников, Сергей Павлович
- 2019 (декабрь) — н.в. — Долгов Александр Владимирович

## Структура
В структуре университета 5 факультетов и 1 институт:
- Факультет архитектуры
- Факультет дизайна
- Институт изобразительных искусств
- Факультет довузовской подготовки
- Факультет дополнительного профессионального обучения
- Факультет очно-заочного (вечернего) обучения

В университете работает аспирантура.

## Музей архитектуры и дизайна
Одним из подразделений университета является Музей архитектуры и дизайна, расположенный в историческом центре города, на месте Екатеринбургского железоделательного завода. В 2015 году была закончена реконструкция музея и сейчас это место проведения регулярных выставочных, обучающих и других мероприятий. В здании размещается экспозиция, посвящённая индустриальному дизайну и истории горнозаводской техники, а также «Архитектура Каменного пояса»: макеты, чертежи и фотографии уникальных памятников Урала.

## В культуре
13 декабря 2017 года вышел документальный фильм «Наухаус» (Nauhaus). По словам режиссёра Олега Раковича, фильм рассказывает о зарождении группы Nautilus Pompilius и становлении Вячеслава Бутусова как музыканта, но более глобальной темой является Свердловский архитектурный институт как центр творческой силы Свердловска. Фильм охватывает период от 1947-го — года создания кафедры архитектуры на строительном факультете Уральского политехнического института — до конца 1980-х годов, когда на пике популярности «Наутилус» покинул Дмитрий Умецкий.